# Ranunculus pyrenaeus
Ranunculus pyrenaeus L. – gatunek rośliny z rodziny jaskrowatych (Ranunculaceae Juss.). Występuje naturalnie w Pirenejach, Alpach, górach północnej Hiszpanii oraz na Korsyce. 

## Morfologia

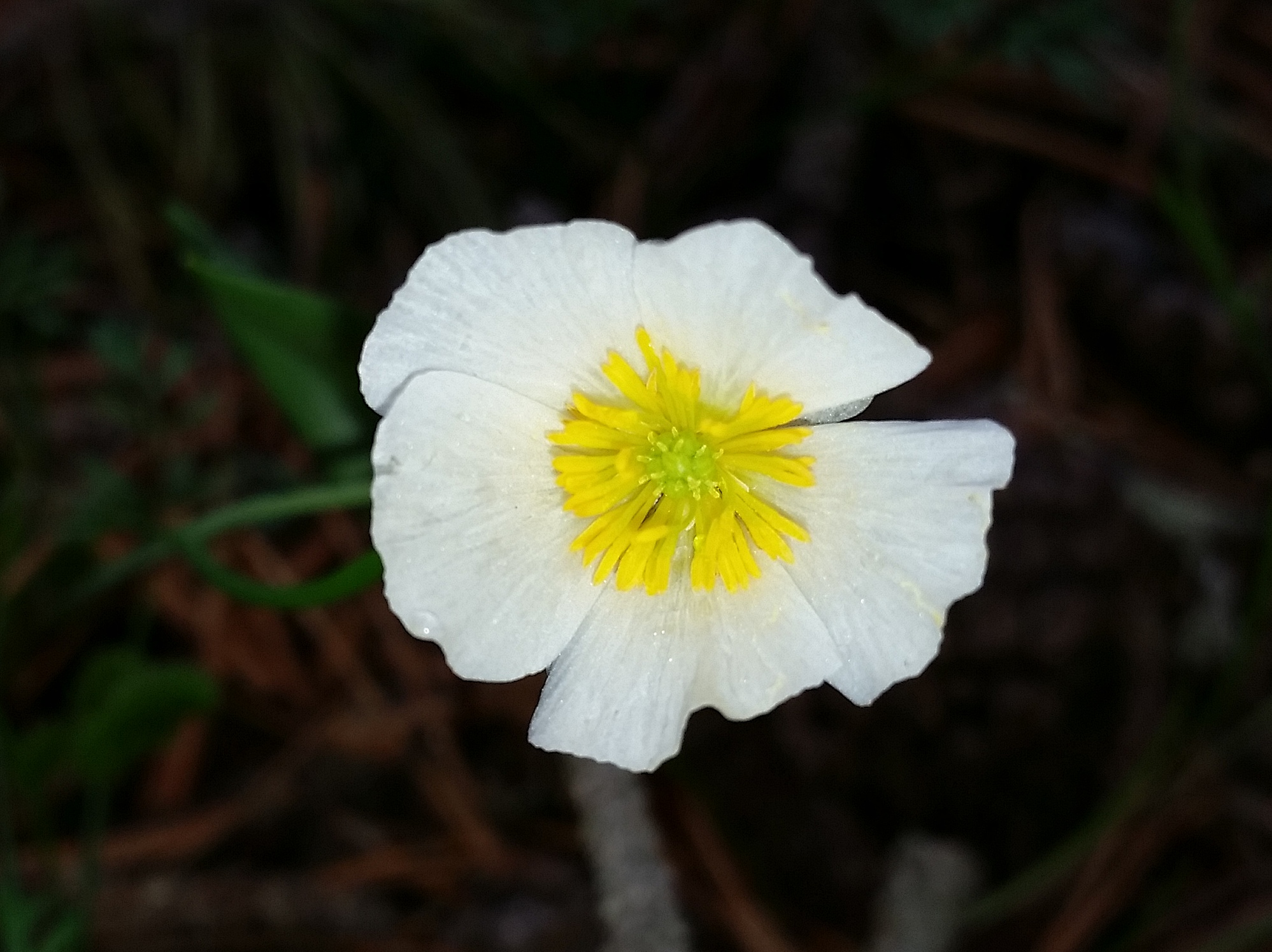
Kwiat

PokrójNiska bylina o nagich lub lekko owłosionych pędach. Dorasta do 15 cm wysokości.
LiścieSą zielononiebieskawej barwie. Mają kształt od liniowego do lancetowatego. Są siedzące. Brzegi są całobrzegie.
KwiatySą pojedyncze lub zebrane po 2–3 w kwiatostanach. Mają białą barwę. Dorastają do 10–20 mm średnicy. Działki kielicha są białawe i nagie.
OwoceNagie niełupki o długości 1–2 mm. Tworzą owoc zbiorowy – wieloniełupkę o jajowatym lub kulistym kształcie i dorastającą do 3–7 mm długości.
Gatunki podobneRoślina jest podobna do gatunku R. kuepferi.

## Biologia i ekologia
Rośnie na podmokłych łąkach. Występuje na wysokości od 1700 do 2800 m n.p.m. Kwitnie od maja do lipca. Najlepiej rośnie na wapiennym podłożu. 

## Zmienność
W obrębie tego gatunku oprócz podgatunku nominatywnego wyróżniono jeden podgatunek:
- Ranunculus pyrenaeus subsp. angustifolius (DC.) Rouy & Foucaud